# Асьтаха
Асьтаха́ (чуваш. Аçтаха) — злой дракон в чувашской мифологии.
Асьтаха показывается иногда ночью в виде внезапно вспыхивающего света. Способен принимать облик человека. В этом случае он ходит по ночам к женщинам и распутничает с ними вплоть до утра. К женщине асьтаха является в виде её мужа, но он похож на него только спереди: зад у него, как у барана; по этому признаку его и можно узнать. Однажды повадившись к какой-либо женщине, он ходит к ней каждую ночь и насилует её до тех пор, пока она не умрет. Чтобы избавиться от асьтахи, в него, летящего по воздуху, стреляют из ружья — он пугается и больше не осмеливается прийти. Можно отучить его также еще и следующим образом: муж надевает на себя одежду жены и ложится на её постель. Когда ночью приходит асьтаха, муж встает и бьет его бичом, после чего дракон не осмеливается больше приходить.
Иногда в деревню прилетают несколько асьтах, садятся на крыши домов и играют. Если какая-нибудь женщина очень долго убивается после смерти мужа, асьтаха является к ней по ночам в виде покойного мужа и спит с ней. Спускается он обычно по трубе и распутничает с женщиной до тех пор, пока она не иссохнет. К мужу, оплакивающему свою жену, асьтаха является в виде его покойной жены и так же поступает с ним.
Асьтаха имеет аналоги в мифологиях многих народов (См. Дракон). Название восходит к древнеиранскому Ажи-Дахака (ср. перс. ezderha или ezdeha — «дракон, змий»).
Во многих местах асьтаху отождествляют с вереселенем.